# Osmanische Geschichtsschreiber
Osmanische Geschichtsschreiber ist eine Buchreihe mit Werken osmanischer Geschichtsschreiber, die seit 1955 in Graz im Verlag Styria erschien. Später erschien sie in einer Neuen Folge (N.F.). Sie wurde von Richard Franz Kreutel herausgegeben.

## Übersicht
- 1. Kara Mustafa vor Wien : das türkische Tagebuch der Belagerung Wiens 1683, verfasst vom Zeremonienmeister der Hohen Pforte / Richard F. Kreutel. - 1. Aufl. - Graz [u. a.] : Styria, 1955
- 2. Im Reiche des goldenen Apfels : des türkischen Weltenbummlers Evliyâ Çelebi denkwürdige Reise in das Giaurenland und in die Stadt und Festung Wien anno 1665 / Evliyā Çelebi. - 1. Aufl. - Graz [u. a.] : Styria, 1957
- 3. Vom Hirtenzelt zur Hohen Pforte : Frühzeit und Aufstieg des Osmanenreiches nach der Chronik „Denkwürdigkeiten und Zeitläufte des Hauses Osman“ vom Derwisch Ahmed, genannt 'Aşik-Paşa-Sohn / Ahmed <Derwisch>. - 1. Aufl. - Graz [u. a.] : Verl. Styria, 1959
- 4. Der Gefangene der Giauren : die abenteuerlichen Schicksale des Dolmetschers Osman Ağa aus Temeschwar, von ihm selbst erzählt / Osmân Ibn Aḥmed. - 1. Aufl. - Graz [u. a.] : Styria, 1962
- 5. Zwischen Paschas und Generälen : Bericht des 'Osman Ağa aus Temeschwar über die Höhepunkte seines Wirkens als Diwansdolmetscher und Diplomat / ʿOsman Ağa. - 1. Aufl. - Graz [u. a.] : Verl. Styria, 1966
- 6. Leben und Taten der türkischen Kaiser : die anonyme vulgärgriechische Chronik Codex Barberinianus Graecus 111 (Anonymus Zoras) / Richard F. Kreutel. - 1. Aufl. - Graz [u. a.] : Verl. Styria, 1971
- 7. Molla und Diplomat : der Bericht des Ebû Sehil Nuʿmân Efendi über die österreichisch-osmanische Grenzziehung nach dem Belgrader Frieden 1740/41 / Ebu Sehil Nu'man Efendi| Ebû Sehil Nuʿmân. - Graz [u. a.] : Verl. Styria, 1972
- 8. Krieg und Sieg in Ungarn : die Ungarnfeldzüge des Grosswesirs Köprülüzâde Fâzil Ahmed Pascha, 1663 und 1664 nach den „Kleinodien der Historien“ seines Siegelbewahrers Hasan Ağa / Hasan Aga. - Graz [u. a.] : Verl. Styria, 1976
- 9. Der fromme Sultan Bayezid : die Geschichte seiner Herrschaft (1481–1512) nach den altosmanischen Chroniken des Oruç und des Anonymus Hanivaldanus / Richard F. Kreutel. - Graz : Verl. Styria, 1978
- 10 Der Löwe von Temeschwar : Erinnerungen an Caʿfer Pascha den Älteren / ʾAlí. - Graz [u. a.] : Verl. Styria, 1981

- N.F. ; 1 Kara Mustafa vor Wien : das türkische Tagebuch der Belagerung Wiens 1683, verfasst vom Zeremonienmeister der Hohen Pforte
- N.F., 2 Im Reiche des goldenen Apfels : des türkischen Weltenbummlers Evliyâ Çelebi denkwürdige Reise in das Giaurenland und in die Stadt und Festung Wien anno 1665 / Evliyâ Çelebi. - Graz [u. a.] : Verl. Styria, 1987
- N. F., 3 Ins Land der geheimnisvollen Func : des türkischen Weltenbummlers Evliyā Çelebi Reise durch Oberägypten und den Sudan nebst der osmanischen Provinz Habeş in den Jahren 1672/73 / Evliyā Çelebi. - Graz [u. a.] : Verl. Styria, 1994